# Thiên Trì (núi Trường Bạch)
Thiên Trì (천지 (Ch'ŏnji hay Cheonji) trong tiếng Triều Tiên; 天池 (Tiānchí) trong tiếng Trung) (Có nghĩa là "hồ trời") là một hồ miệng núi lửa nằm trên biên giới giữa Trung Quốc và Bắc Triều Tiên. Hồ nằm trên một hõm chảo trên đỉnh của núi Trường Bạch (núi Paektu, núi Bạch Đầu), là một phần của dãy núi Bạch Đầu hay Trường Bạch. Tại Trung Quốc, hồ còn có tên là Long Đàm và thuộc địa phận của tỉnh Cát Lâm, còn ở Bắc Triều Tiên, hồ thuộc tỉnh Ryanggang (Lưỡng Giang).

## Tổng quan
Thiên Trì nằm trên đỉnh của ngọn núi Trường Bạch, là núi cao nhất Triều Tiên và Mãn Châu. Hõm chảo bao gồm Thiên Trì được tạo thành bởi một vụ phun trào núi lửa lớn vào năm 969 TCN (± 20 năm).
Bề mặt của Thiên Trì nằm ở độ cao 2.189,1 m (7.182 ft).. Hồ có diện tích bề mặt là 9,82 km² (3,79 sq mi) với chiều dài bắc-nam là 4,85 km (3,01 mi) còn chiều dài đông-tây là 3,35 km (2,08 mi). Độ sâu trung bình của hồ lên tới 213 m (699 ft) và độ sâu lớn nhất đạt 384 m (1.260 ft).
Do nằm ở vĩ độ cao cùng cao độ lớn nên nước Thiên Trì luôn luôn lạnh, nhiệt độ vào mùa hè cũng chỉ lên tới 8 °C-10 °C. Từ giữa tháng 10 đến giữa tháng 6, Thiên Trì bị đóng băng với độ dày khoảng 1 m. Do núi Trường Bạch có độ cao lớn, Hai luồng không khí từ Siberi và Thái Bình Dương gặp nhau trên đỉnh núi, do vậy độ ẩm của Thiên Trì cao hơn khu vực chân núi.
Mặc dù có một lượng mưa phong phú song Thiên Trì hầu như không có các loài thủy sinh cư trú, người ta tin rằng việc chỉ có một mùa hè "mát" trong khi mùa đông nước đóng băng, nồng độ oxy trong nước thấp, đất đá xung quanh hồ khô cằn với thảm thực vật thưa thớt đã khiến cho nơi đây không đáp ứng được điều kiện để các loài cá sinh sống.

## Tên và truyền thuyết
Trong văn tịch cổ Trung Quốc, Thiên Trì cũng được dùng để đề cập đến Nam Minh (南冥 đôi khi có nghĩa là "biển phương nam"). Ngoài ra, nhiều hồ nước tại Trung Quốc cũng mang tên gọi "Thiên Trì"
Theo thông tin của phía Bắc Triều Tiên, Kim Chính Nhật được tuyên bố là đã sinh ra tại khu vực núi Trường Bạch. Sau khi ông qua đời, Thông tấn xã Trung ương Triều Tiên (KCNA) đã đưa tin rằng bão tuyết đã nổi lên khi nhà lãnh đạo qua đời và lớp băng đóng trên mặt hồ đã bị vỡ. Sau khi cơn bão tuyết tan, người ta thấy một dòng chữ sáng chói khắc trên đá núi: "Núi Paektu, ngọn núi thiêng liêng của cách mạng. Kim Jong-il". Dòng chữ này hiển hiện suốt cả ngày, cho tới tận hoàng hôn."

## Thiên Trì thủy quái
Nhiều người tin rằng hồ là nơi sinh sống của Thủy quái Thiên Trì.. Những con thủy quái này đã được ghi trong "Phụng Thiên thông chí".